# Аделаїда К. Семесі
Аделаїда Клеті Семесі, також Аделаїда К. Семесі (1951 – 6 лютого 2001), – танзанійська екологиня, професорка в області морської біології в Університеті Дар-ес-Салама. Відома своєю роботою з екології мангрових заростей, Семесі була першою жінкою, яка стала професоркою у галузі природничих наук у Танзанії.

## Життєпис

### Освіта
Семесі народилася 1951 року в Хаубі, Танзанія. У 1975 році вона закінчила Університет Дар-ес-Саламу, отримавши ступінь бакалавра, а у 1979 році отримала ступінь докторки філософії в тому ж закладі.

### Кар'єра
Викладацька кар'єра Семесі розпочалася у 1975 році спочатку на посаді асистентки викладача, а згодом піднявшись до звання професорки. У 1982 році вона розпочала програму досліджень з вирощування морських водоростей на Занзібарі. Застосування цієї програми призвело до збільшення інвестицій у цю галузь, що забезпечило ширший спектр зайнятості, особливо для жінок. Її робота з екології мангрових заростей розпочалася в 1990 році, в результаті чого Танзанія стала однією з перших країн, яка має план управління навколишнім середовищем для мангрових заростей. Вона також була прихильницею усно переданих наукових знань корінних народів та їх застосування в громадах, особливо щодо сільськогосподарських практик.
Отримавши прізвисько «mama mikoko» («мама мангрів» на суахілі), вона спеціалізувалася на екології мангрових заростей, була членом ради Міжнародного товариства екосистем мангрових рослин, членом ради Міжнародної асоціації морських водоростей, і членом опікунської ради Асоціації морських наук Західного Індійського океану.
Семесі була першою жінкою-професоркою у Танзанії в галузі природничих наук. Незважаючи на більш широку дискримінацію жінок у науці, вона була відзначена міжнародними нагородами. Серед них – стипендія Фулбрайта в Університеті Південної Флориди в 1982 році, де вона здійснила дослідницький проект під назвою «Аналіз певних морських фікоколоїдів». У 1992 році вона отримала стипендію Pew Trust Fellowship, яку використала для проведення масштабного дослідження району Багамойо, враховуючи морські джерела, соціально-економічну статистику та інші фактори.
На момент смерті Семесі була директоркою Інституту морських наук Університету Дар-ес-Саламу. Вона померла 6 лютого 2001 року. Її смерть була описана в Pwani Yetu: The Newsletter of Tanzania Coastal Management Partnership (Інформаційному бюлетені Танзанійського партнерства з управління прибережними територіями) як «велике нещастя для збереження морської природи».

### Особисте життя
Семесі був одружена, мала чотирьох дітей.

## Відзнаки
- Стипендія Фулбрайта[11]
- Стипендія Pew Trust у галузі морських наук[9]
- Аграрний університет Норвегії: Noragric Publication Award (1999), за видатні досягнення в дослідницьких публікаціях[8]
- Marine Plants of Tanzania: A field guide to the seaweeds and seagrasses of Tanzania (Морські рослини Танзанії: Польовий путівник по водоростям і водоростям Танзанії) від Eurico C. Oliveira, Katrin Österlund та Matern S.P. Mtolera був присвячений життю та роботі Семесі.[4]

## Вибрані публікації
- Collen, J., M. Mtolera, K. Abrahamsson, A. Semesi and M. Pedersen. 1995. Farming and physiology of the red algae Eucheuma: Growing commercial importance in East Africa. Ambio 24(7): 497-450
- Mtolera, M.S.P., J. Collen and A.K. Semesi. 1995. Destructive hydrogen peroxide production in Eucheuma denticulatum (Rhodophyta) during stress caused by elevated pH, high light intensities and competition with other species. olera, M.S.P., J. Collen and A.K. Semesi. 1995. Destructive hydrogen peroxide production in Eucheuma denticulatum 30(4): 289
- Semesi A.K. 1993. Wetlands of sub-saharan Africa, their relevance and management. Proceedings of the conference on water and environment: Key to Africa's Development 151-164

- Engdahl, S., F. Mamboya, M. Mtolera, A. Semesi and M. Björk. 1998. The brown macroalgae Pakina boergesenii as an indicator of heavy metal contamination in the Zanzibar Channel. Ambio 27(8): 694-700
- Semesi, A.K. 1998. Coastal resources utilization and conservation issues in Bagamoyo, Tanzania. Ambio 27(8): 635-644
- Semesi, A.K. 1998. Mangrove management and utilization in Eastern Africa. Ambio 27(8): 620-626
- Mtolera, M.S.P., J. Collen and A.K. Semesi. 1996. Stressed-induced production of volatile halogenated organic compounds in Eucheuma denticulatum (Rhodophyta) caused by elevated pH and high light intensities. European Journal of Phycology 31(1): 91
- Bjork, M., S.M. Mohammed and A. Semesi. 1995. Coralline algae, important coral-reef builders threatened by pollution. Ambio 24(7): 502